# Premios de la Música de Andalucía
Los Premios de la Música de Andalucía fue una iniciativa de la Asociación de Empresas Discográficas de Andalucía (AEDA), para establecer las producciones discográficas andaluzas más destacadas entre las editadas en cada año.

## Ediciones celebradas
Solamente llegaron a celebrarse dos ediciones, puesto que la fuerte crisis del sector discográfico, a partir de 2002, que afectó de forma determinante a las compañías andaluzas, impidió la celebración de la tercera edición.
La primera de ellas, en octubre del año 2000, se celebró en Granada, en la "Sala Federico García Lorca" del Palacio de Congresos. Además de los artistas nominados, intervinieron en esta edición artistas como Chano Domínguez, Danza Invisible y otros... Para entregar los premios, intervinieron músicos reconocidos, como Juan Carmona "Habichuela", Estrella Morente, Benjamín Escoriza de Radio Tarifa, José Manuel Soto, etc.
La segunda edición tuvo lugar, también en octubre, aunque de 2001, en el Teatro Villamarta de Jerez de la Frontera con las intervenciones de Malú, El Hombre Gancho, Los Delinqüentes y otros, y con artistas como Tate Montoya, Moraíto, Rocío Martín o Pepe de Lucía, entregando los premios.
En 2002, estaba prevista la tercera edición, para celebrarse en Córdoba (España), aunque la crisis del sector (que acabó por dejar a la propia AEDA en standby) aconsejó su retraso, inicialmente, y su definitiva anulación más tarde.

## Mecanismo de los premios

### Candidatos
Los candidatos a ser premiados, eran los discos editados en Andalucía, en el plazo de los 15 meses anteriores a la reunión del jurado, que estaba prevista en el mes de julio. Para determinar si un disco era, o no, andaluz, se analizaba su Depósito Legal, que es obligatorio, y señala la provincia en la que se produce, así como la fecha del mismo. El jurado no adoptaba más acuerdos que aprobar los recuentos y proclamar a Nominados y ganadores.
No era preciso que los autores o intérpretes fuesen andaluces, sino que su obra se hubiese editado en Andalucía. Se admitían también nuevas reediciones de discos anteriores, siempre que, anteriormente, no hubiesen estado publicados en Andalucía, y se hubiesen remasterizado y modificado en su portada.

### Selección de Nominados
La selección de nominados se hacía mediante una votación restringida en el sector musical andaluz: Tiendas de discos, discográficas, promotores musicales, medios de prensa y radios, emitían sus votos por correo o correo electrónico, y se seleccionaban a los tres más votados en cada categoría.

### Votación final
Una votación abierta al público, a través de tarjetas que podían obtenerse en las tiendas de discos y emisoras de radio, y a través de correo electrónico, decidía quien de los tres nominados de cada categoría, conseguía el premio. El jurado hacía el recuento definitivo y mantenía en secreto al ganador hasta el momento de la entrega de los premios.

## Categorías y premiados en cada edición

### Año 2000
| Categoría                                                | Premiado                                      |
| -------------------------------------------------------- | --------------------------------------------- |
| Mejor disco de pop                                       | Alex Ortiz: El secreto de tu cuerpo           |
| Mejor disco de flamenco                                  | Bernarda de Utrera: Ahora                     |
| Mejor disco de rock                                      | José Ignacio Lapido: Ladrido del perro mágico |
| Mejor disco de flamenco-fusión                           | Mantequita Colorá: Mantequita colorá          |
| Mejor disco de Canción andaluza                          | Isabel Fayos: Tocar el cielo                  |
| Mejor disco de folclore andaluz                          | Raya Real: Échale azúcar                      |
| Mejor disco de folk y nuevas músicas                     | Gualberto y Ricardo Miño: Contrastes          |
| Mejor disco de música electrónica, techno y hip-hop      | Trancendental: Haman, el baño turco           |
| Mejor disco de jazz y blues                              | La Blues Band de Granada: Cuatro              |
| Mejor disco de música clásica                            | Orquesta Ciudad de Granada: Alahor in Granata |
| Mejor Canción                                            | Tocar el cielo, de Isabel Fayos               |
| Mejor programa de radio y televisión                     | Canal Sur: Fórmula uno                        |
| Premio Especial al Reconocimiento de una Carrera Musical | Miguel Ríos                                   |
| Mejor campaña de apoyo promocional                       | Confederación Andaluza de Peñas Flamencas     |

### Año 2001
| Categoría                                                      | Ganadores                                                                   |
| -------------------------------------------------------------- | --------------------------------------------------------------------------- |
| Mejor disco de pop latino y cantautores                        | Alex Ortiz: En cuerpo y alma                                                |
| Mejor disco de pop-rock                                        | Alipama: Alicia en el país de las maravillas                                |
| Mejor disco de rock y hip-hop                                  | Airbag: Mondo cretino                                                       |
| Mejor disco de flamenco                                        | Aurora Vargas: Orso romí                                                    |
| Mejor disco de fusión flamenca                                 | Mantequita Colorá: Niña guapa                                               |
| Mejor disco de canción andaluza                                | Carlos Cano: A duras penas                                                  |
| Mejor disco de música popular andaluza                         | Chirigota Tampax Goyescas: Carnaval 2001                                    |
| Mejor disco de música tradicional y folclore                   | Aliara: Canciones y juegos infantiles de Los Pedroches                      |
| Mejor disco de música electrónica y nuevas músicas             | José Antonio Galicia: Tres en raya                                          |
| Mejor disco de jazz y blues                                    | Four Runners: The four runners                                              |
| Mejor disco de música clásica y antigua                        | Orfeón Portuense: Canto coral                                               |
| Mejor disco de música orquestal y de banda                     | Banda de Música de la Cruz Roja de Sevilla: En recuerdo del Maestro Quiroga |
| Mejor disco de un artista andaluz publicado fuera de Andalucía | Joaquín Sabina: Nos sobran los motivos                                      |
| Mejor canción                                                  | Oxidado, de Mama Baker                                                      |
| Mejor programa de radio y televisión                           | Canal Sur TV: Cántame                                                       |
| Premio a la labor de promoción de la música andaluza           | Bienal de Flamenco de Sevilla                                               |
| Premio especial de reconocimiento a una trayectoria musical    | Juan Carmona "Habichuela"                                                   |